# Avon River (Bay of Fundy)
Der Avon River ist ein Zufluss der Bay of Fundy in der kanadischen Provinz Nova Scotia.

## Flusslauf
Der Avon River hat seinen Ursprung im Höhenzug des South Mountain im zentralen Süden der Nova-Scotia-Halbinsel. Er bildet den Abfluss des Stausees Card Lake. Der Avon River fließt in überwiegend nördlicher Richtung. Mockingee Lake und Falls Lake bilden ein aufgestautes zusammenhängendes Gewässer am Mittellauf des Avon River. Unterhalb des Falls River führt eine Druckleitung zu einem Wasserkraftwerk. Der Nova Scotia Highway 14 folgt dem Flusslauf. Bei Windsor Forks mündet der West Branch Avon River linksseitig in den Fluss. Bei Windsor trifft der St. Croix River von rechts auf den Avon River. Weiter flussabwärts mündet der Kennetcook River und der Cogmagun River, beide von rechts. Hantsport liegt am Westufer des Avon River, kurz vor dessen Mündung in das Minas-Becken, dem nordöstlichsten Teil der Bay of Fundy. Der Avon River hat eine Länge von knapp 60 km.
1970 wurde ein Straßendamm, der Avon River Causeway, bei Windsor oberhalb der Einmündung des St. Croix River quer zum Unterlauf des Avon River fertiggestellt. Über diesen führt der Nova Scotia Highway 101. Ein Abflusskontrollbauwerk reguliert den Wasserdurchfluss. Die Mündung liegt an einer Bucht mit einem der höchsten Tidehube, was zu zwei Gezeitenwellen pro Tag führt. Diese werden nun durch das Bauwerk behindert. Als Folge bildeten sich seither im Mündungsbereich des Avon River große Schlammflächen.
Im Fluss kommt der Atlantische Lachs und der Amerikanische Aal vor. Deren Bestände gingen in den letzten Jahren stark zurück. Als eine wesentliche Ursache wird der Bau des Avon River Causeway und das als Folge veränderte Fließverhalten des Avon River angesehen.